# Marcus Hordeonius Flaccus
Marcus Hordeonius Flaccus (14? - 69) was een Romeins consul, gouverneur en militair commandant.
De vader van Flaccus was procurator in de provincie Gallia Narbonensis ten tijde van keizer Tiberius. Hij stierf in de grote brand van Rome in 64. Over het vroege leven van Flaccus is weinig bekend. In 47 werd hij consul en werd daarna hoogstwaarschijnlijk gouverneur van een kleine Romeinse provincie, maar welke is niet bekend. In 69 was hij gouverneur (legatus pro praetore) van de militaire provincie Opper-Germanië (Germania Superior), als opvolger van de door keizer Galba afgezette Lucius Verginius Rufus.

## Vierkeizerjaar
In het Vierkeizerjaar, ook wel Driekeizerjaar, vonden tussen maart 68 en december 69 Romeinse burgeroorlogen plaats.
De legers van de provincies Opper- en Neder-Germanië kwamen in opstand tegen keizer Galba en wilden Aulus Vitellius Germanicus, de gouverneur van Neder-Germanië als keizer. Vitellius trok met het grootste deel van het Rijnleger naar Rome en stelde Flaccus aan als bevelhebber van de achtergebleven troepen in de Germaanse provincies. Ondertussen had Otho Galba laten vermoorden en zichzelf tot nieuwe keizer laten benoemen. In de Eerste Slag bij Bedriacum in april 69 kwam het tot een confrontatie tussen de legers van keizer Otho en de legioenen van Vitellius. Otho's onervaren legers werden in de pan gehakt en Otho pleegde zelfmoord. Nu Vitellius keizer was geworden stuurde hij onmiddellijk troepen terug naar de kwetsbare Rijngrens. Maar in juli kwamen de legioenen van Judea en Syria tegen Vitellius in opstand en werd Vespasianus door hen als keizer erkend. De legioenen van Raetia en Moesia sloten zich bij hem aan. Vitellius riep zijn legers uit Germania weer terug, maar Flaccus weigerde de Rijnlegers naar Italië te sturen omdat hij een opstand bij de Bataven verwachtte. Flaccus had om  die reden een deel van het 8e legioen Augusta van Argentoratum (Straatsburg) naar Noviomagus (Nijmegen) overgeplaatst. Daarop liet Vitellius de jonge mannen van de Bataven oproepen voor militaire dienst. Ondertussen kreeg Batavenleider Julius Civilis schriftelijk (van Antonius Primus) en mondeling (van Hordeonius Flaccus) te horen dat Vespasianus, die een oude vriend was, hem vroeg een opstand te beginnen, teneinde diens greep naar de macht te steunen. Civilis stelde zich door geheime boodschappen te sturen in verbinding met de Canninefaten, de Friezen en de Bataafse cohorten die zich in Britannia en Mogontiacum (Mainz) bevonden. In augustus 69 brak de Bataafse Opstand uit.

## Bataafse Opstand
De Canninefaten onder leiding van Brinno vernietigden de Romeinse forten Matilo (Leiden-Roomburg) en Albaniana (Alphen aan den Rijn). Ook de andere Rijnforten gingen in vlammen op. De Bataven van Julius Civilis versloegen samen met de Friezen en Canninefaten de aan het 8e legioen verbonden hulptroepen (auxilia) onder leiding van Gaius Aquillius Proculus. Alle Romeinse steunpunten aan de Rijn tot aan Xanten werden vernietigd. Flaccus stuurde hierop grote detachementen (vexillationes) van het 5e legioen Alaudae en het 15e legioen Primigenia naar de Betuwe, het thuisland van de Bataven. Deze werden echter door de opstandelingen verslagen in de buurt van Nijmegen en konden zich ternauwernood in Castra Vetera (Xanten) in veiligheid brengen.
Intussen bevond Flaccus zich met het 4e legioen Macedonica en delen van het 22e legioen Primigenia in het strategisch belangrijke Mogontiacum (Mainz), terwijl acht Bataafse cohorten vanuit het zuiden op weg waren om zich bij de opstandelingen van Civilis aan te sluiten. Flaccus beval Herennius Gallus, commandant van het 1e legioen Germanica in Bonna (Bonn), de Bataven tegen te houden, maar de Bataven wisten de Romeinen te verslaan. In september begon Civilis, volgens hem in naam van Vespasianus, met de belegering van Castra Vetera. Flaccus liet de Rijngrens versterken om inmenging door de Germanen te voorkomen en liet versterkingen uit andere provincies aanrukken. Hij stuurde Gaius Dillius Vocula met het 22e legioen naar Novaesium (Neuss) en trok zelf met het 1e legioen naar Bonna. De Romeinse legers trokken van daaruit op tegen de troepen van Civilis. In Bonna kwamen de soldaten in opstand tegen de ziekelijke Flaccus, maar zijn onderbevelhebber Vocula wist de onrust de kop in te drukken door een van de muiters te laten executeren. Flaccus gaf het commando over aan Vocula, die verder trok naar Gelduba (Krefeld). Hier wachtten de Romeinse legers de gebeurtenissen in Italië af. Begin november kwam het nieuws dat Vitellius was verslagen door Vespasianus, die nu de nieuwe keizer van het Romeinse Rijk was. Dit kwam slecht aan bij de Romeinse soldaten, omdat Vitellius hun bevelhebber was en vele soldaten uit de Rijnlegers met Vitellius naar Italië waren getrokken. En nu moesten ze Vespasianus trouw zweren...
Flaccus was ondertussen gedwongen te wachten wat Civilis zou gaan doen: wanneer deze werkelijk Vespasianus steunde zou hij het beleg van Castra Vetera opgeven en de Bataafse Opstand beëindigen. Civilis wist dat hij zich niet meer achter de brief van Vespasianus kon verschuilen en besloot de Romeinen bij Gelduba aan te vallen voordat deze Vetera konden bereiken. De Bataven leken aan de winnende hand te zijn, maar door Flaccus gestuurde Baskische hulptroepen arriveerden net op tijd om het Romeinse leger bij te staan. Civilis verloor bij Gelduba zijn beste mannen en had eindelijk zijn ware bedoelingen getoond. Vocula rukte op naar het noorden en brak de belegering van Vetera.
Intussen werd Mogontiacum door de Usipeti en Chatten aangevallen, waardoor Vocula gedwongen was terug te keren om de rust te herstellen. In Novaesium liet Flaccus aan de soldaten het geld ter ere van de troonsbestijging van Vespasianus uitdelen, het zogenaamde donativum. Op 17 december begonnen de Saturnaliën: een feest ter ere van de god Saturnus. Die nacht kwamen bij de soldaten de oude gevoelens van onvrede over hun bevelhebber weer boven. Flaccus werd door zijn manschappen vermoord en Vocula kon ternauwernood ontsnappen.

## Vespasianus
Zoals hierboven wordt vermeld steunde de latere keizer Vespasianus de Bataafse Opstand van Julius Civilis tegen zijn politieke opponent Vitellius. Nadat Vitellius was overwonnen werd Flaccus aangewezen als verantwoordelijke voor de Romeinse nederlagen om de aandacht van de rol van de keizer in de opstand af te leiden. De Romeinse schrijver Publius Cornelius Tacitus, die veel aan Vespasianus te danken had, zette Flaccus in zijn Historiën neer als een zwakke mislukkeling, maar tegenwoordig is men het er wel over eens dat Flaccus een redelijk capabele bevelhebber was.

## Referentie
- J. Lendering, art. Hordeonius Flaccus, Livius.org (2002-2008).